# Miomantis semialata
Miomantis semialata es una especie de mantis de la familia Mantidae.

## Distribución geográfica
Se encuentra en Suazilandia, Tanzania, Zimbabue. La Provincia del Cabo y Natal en (Sudáfrica).